# Jēkabs Peterss
Jēkabs Peterss, ros. Jakow Christoforowicz Peters (ur. 3 grudnia 1886 w guberni kurlandzkiej, zm. 25 kwietnia 1938 w Kommunarce) – łotewski działacz komunistyczny w Imperium Rosyjskim, zastępca przewodniczącego Czeki.

## Życiorys
Od 1904 członek Socjaldemokratycznej Partii Kraju Łotewskiego, od 1906 w SDPRR(b), 1907 aresztowany za działalność wywrotową, 1909 wyemigrował. Członek Brytyjskiej Partii Socjalistycznej, 1917 wrócił do Rosji, członek KC Socjaldemokracji Kraju Łotewskiego, przedstawiciel tej partii przy KC SDPRR(b), redaktor gazety "Cīņa". Od listopada 1917 członek Piotrogrodzkiego Komitetu Wojskowo-Rewolucyjnego, od 21 grudnia 1917 pomocnik przewodniczącego Czeki przy Radzie Komisarzy Ludowych Rosyjskiej Republiki Radzieckiej/Rosyjskiej FSRR Feliksa Dzierżyńskiego, członek Kolegium Czeki, a od 22 sierpnia 1918 do 12 czerwca 1919 zastępca przewodniczącego Czeki (od 1 lipca do 22 sierpnia 1918 czasowy p.o. przewodniczącego Czeki) i przewodniczący Trybunału Rewolucyjnego. Odpowiedzialny za masowe represje wobec domniemanych przeciwników władzy bolszewickiej - "czerwony terror". Od 26 grudnia 1918 do 12 czerwca 1919 przewodniczący Miejskiego Trybunału Rewolucyjnego w Moskwie, w maju 1919 nadzwyczajny komisarz Piotrogrodu, 1919 członek Specjalnego Komitetu ds. Prowadzenia Działań Wojennych na Liniach Kolejowych, komendant Piotrogrodzkiego i Kijowskiego Rejonu Ufortyfikowanego, członek Rady Wojskowej Tulskiego Rejonu Ufortyfikowanego. Od sierpnia 1920 do 1922 pomocnik przewodniczącego Czeki przy Radzie Komisarzy Ludowych/GPU NKWD Rosyjskiej FSRR w Turkmenistanie, równocześnie członek Turkiestańskiego Biura KC RKP(b), od czerwca 1922 do 1930 szef Wschodniego Wydziału GPU NKWD Rosyjskiej FSRR/OGPU przy Radzie Komisarzy Ludowych ZSRR i członek Kolegium GPU NKWD RFSRR/OGPU przy Radzie Komisarzy Ludowych ZSRR. Od 25 kwietnia 1923 do 26 stycznia 1934 członek Centralnej Komisji Rewizyjnej RKP(b)/WKP(b), od 19 grudnia 1927 zastępca członka, a od 13 lipca 1930 do 26 stycznia 1934 członek Prezydium Centralnej Komisji Rewizyjnej WKP(b). Od 14 czerwca 1930 do 16 stycznia 1934 przewodniczący Obwodowej Komisji Kontroli WKP(b) w Moskwie, od 10 lutego 1934 do listopada 1937 członek Komisji Kontroli Partyjnej przy KC WKP(b), w tym członek Biura tej komisji. Odznaczony Orderem Czerwonego Sztandaru. 26 listopada 1937 aresztowany, 1938 skazany na śmierć i rozstrzelany w Kommunarce. 1956 pośmiertnie zrehabilitowany.